# Scina inermis
Scina inermis is een vlokreeftensoort uit de familie van de Scinidae. De wetenschappelijke naam van de soort is voor het eerst geldig gepubliceerd in 1919 door Chevreux.